# Biramus aggregatus
Biramus aggregatus là một loài côn trùng trong họ Hemerobiidae thuộc bộ Neuroptera. Loài này được Oswald miêu tả năm 2004.